# Oncopodura crassicornis
Oncopodura crassicornis is een springstaartensoort uit de familie van de Oncopoduridae. De wetenschappelijke naam van de soort is voor het eerst geldig gepubliceerd in 1911 door Shoebotham.